# تينا فلوجنمان
تينا فلوجنمان (بالسويدية: Kristina Flognman) مواليد 29 يونيو 1981، هي لاعبة كرة يد سويدية. مثلت منتخب السويد لكرة اليد للسيدات. شاركت في دورة الألعاب الأولمبية الصيفية سنة 2008. حققت المركز الثاني في بطولة أوروبا لكرة اليد للسيدات 2010.

## سجل المنافسة
شاركت في البطولات التالية:
- الألعاب الأولمبية الصيفية 2012
- بطولة العالم لكرة اليد للسيدات 2011
- بطولة أوروبا لكرة اليد للسيدات 2010
- بطولة أوروبا لكرة اليد للسيدات 2012

## الميداليات
| الميدالية | المسابقة                            |
| --------- | ----------------------------------- |
| فضية      | بطولة أوروبا لكرة اليد للسيدات 2010 |

## روابط خارجية
- تينا فلوجنمان على موقع أوليمبيديا (الإنجليزية)
- تينا فلوجنمان على موقع اللجنة الأولمبية السويدية (السويدية)